# Eckington, Derbyshire
Eckington är en civil parish (ung. socken) i Storbritannien. Eckington ligger i utkanten av staden Sheffield.  Den ligger i distriktet North East Derbyshire i grevskapet Derbyshire i England, 220 km norr om huvudstaden London. 